# カステッラッツァーラ
カステッラッツァーラ（伊: Castell'Azzara）は、イタリア共和国トスカーナ州グロッセート県にある、人口約1,500人の基礎自治体（コムーネ）。

## 地理

### 位置・広がり

#### 隣接コムーネ
隣接するコムーネは以下の通り。括弧内のSIはシエーナ県、VTはヴィテルボ県所属を示す。
- ピアンカスタニャーイオ (SI)
- プロチェーノ (VT)
- サンタ・フィオーラ
- センプロニアーノ
- ソラーノ

### 気候分類・地震分類
カステッラッツァーラにおけるイタリアの気候分類 (it) および度日は、zona E, 2689 GGである。
また、イタリアの地震リスク階級 (it) では、zona 2 (sismicità media) に分類される。